# Palmira Alberto Matos
Palmira Alberto Matos (Bombarral, 2 de julho de 1927 — Bombarral, 3 de junho de 2009) foi uma resistente e ativista antifascista que participou nas campanhas eleitorais de Norton de Matos de 1949 e de Humberto Delgado de 1958.

## Percurso
Palmira Alberto Matos era costureira , mantendo militância clandestina no Partido Comunista Português e apoiando várias pessoas que se opunham ao regime.

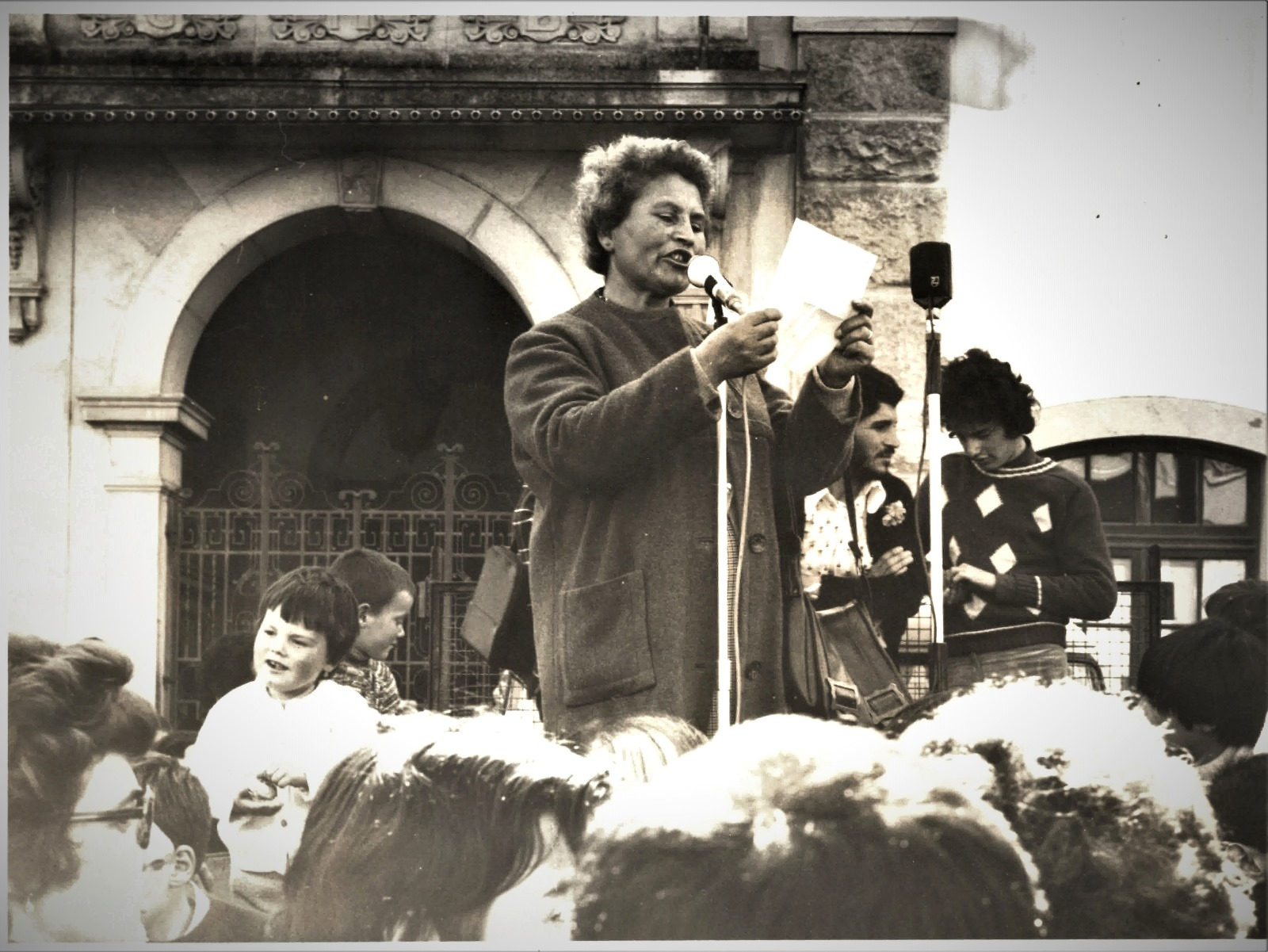
Intervenção durante uma manifestação no Bombarral.

Em 1945, quando António Dias Lourenço fugiu da Fortaleza de Peniche e nadou até à praia, acabou por chegar ao Bombarral, escondido numa camioneta de transporte de peixe. Palmira Alberto Matos acolheu-o em sua casa, de forma clandestina, e nunca foi descoberto.
Em 1950, com apenas 23 anos, Palmira Matos foi presa pela PIDE e levada para a Prisão de Caxias, onde permaneceu até ao ano seguinte. No mesmo ano, foi julgada pelo Tribunal Criminal de Lisboa, tendo sido absolvida e libertada.
Depois da queda do Estado Novo, em 1974, Palmira Matos continuou na vida partidária, assumindo cargos de responsabilidade política no Concelho do Bombarral.
Quando faleceu, em 2009, o jornal Avante! reconheceu-lhe a dedicação ao partido e a coragem na sua defesa.

## Reconhecimentos
Palmira Alberto Matos recebeu a Medalha de Honra do Munícipio na comemoração do trigésimo aniversário da Revolução dos Cravos do Município do Bombarral, em 2004.
Em 2018, Palmira foi uma das personalidades relembradas na exposição 25 de Abril no Bombarral, organizada pela União de Freguesias de Bombarral e Vale Covo, com o apoio do Município do Bombarral, no âmbito das comemorações do 44º aniversário da Revolução dos Cravos.
Em 2024, na celebração do 50.º aniversário do 25 de abril, o Município do Bombarral voltou a homenagear os presos políticos bombarralenses. A iniciativa concretizou-se na inauguração de um Memorial onde se pode ler o nome de Palmira Alberto Matos - a única mulher no conjunto dos antifascistas homenageados.